# Jens Christian Christensen
Jens Christian Christensen (Påbøl, 21 de Novembro de 1856 – Hee, 19 de Dezembro de 1930) foi um político da Dinamarca. Ocupou o cargo de primeiro-ministro da Dinamarca.

## Biografia
Christensen nasceu em uma família de camponeses da Jutlândia Ocidental e começou como um menino de rebanho, ele foi educado como professor e ingressou na política desde tenra idade. Ele era um membro do Partido Liberal Dinamarquês até fundar o Venstre Reform Party em 1895. Durante anos posteriores, ele liderou com sucesso e habilidade a oposição contra os últimos gabinetes de direita, o que resultou na vitória do parlamentarismo em 1901. No primeiro gabinete de esquerda de J. H. Deuntzer, Christensen foi Ministro da Cultus e o homem forte do governo, introduzindo reformas no sistema escolar da aldeia.
J. C. Christensen foi Presidente do Conselho da Dinamarca de 1905 a 1908 como líder do Gabinete de J. C. Christensen I e II. Durante este período, ele introduziu o sufrágio feminino na política local e tentou resolver o problema da defesa. Além disso, ele deu os primeiros passos para uma reconciliação com os liberais moderados excluindo os radicais. Além disso, uma lei foi aprovada em abril de 1907 que autorizou contribuições estaduais para auxílio-desemprego.
O escândalo Alberti em 1908 levou à sua queda e enfraqueceu sua posição, mas ele ainda era o líder de seu partido participando do segundo gabinete de Carl Theodor Zahle 1916-1918. Em 1920-1922, foi ministro pela última vez e dois anos depois deixou a política. Durante seus últimos anos, ele apoiou o cultivo da charneca da Jutlândia.